# Деблокада Глоговца 1998.
Деблокада Глоговца је антитерористичка акција припадника Војске Југославије и Полиције Републике Србије против терориста ОВК која се догодила 25. септембра 1998. године, током рата на Косову. Акција је организована са циљем деблокаде града и елиминисања терористичких формација ОВК у околини Глоговца, након константних напада на полицијске и војне јединице. Током борбе код Глоговца терористи су претрпели највећи пораз и највеће губитке у једном дану током ратних дејстава на Косову 1998 - 1999. године

## Позадина
Смештен у Дреници, Глоговац и околина су 1998. године, али и раније, стално били мета напада терориста. Септембра 1998. године терористи ОВК су били изузетно добро утврђени на обронцима Чичавице, једном од њихових најјачих упоришта на Косову. На ивици шуме ископали су дубоке ровове, земунице и бункере које су прекрили деблима, земљом и џаковима са песком. Све прилазе Чичавици, путеве и стазе, минирали су противтенковским и противпешадијским минама. С друге стране су постојали положаји дуж пруге Косово Поље - Пећ која пролази кроз Глоговац. Главни положаји били су у Љек махали и Врелак махали. На тим положајима налазило се 150-200 терориста који су прилазе преко ливаде минирали. Сем стрељачког наоружања располагали су и ручним ракетним бацачима оса. Ширина фронта на том подручју била је 2 км.

## Напад војске и полиције
Око 200 српских војника и полицајаца кренуло је 25. септембра, око 10.00 часова, да разбије снажно упориште терориста код Глоговца. С обзиром да су терористи били у дубоким заклонима артиљеријска припрема српских снага је трајала 60 минута. Након тога у напад је кренула пешадија. Први талас напада чинили су припадници полиције који су напредовали до 350 метара од терористичких положаја, пре него што су дочекани ватром. Терористи дејствују и из групе кућа у рејону јужног дела села Бањица ватром из ручних бацача. Као непосредна ватрена подршка укључена су и возила типа М53/59 Прага, М36 „Џексон" и тенк Т-55. Предњи положаји ОВК су разбијени ватром из возила БРДМ-а и М53/59 Прага, након чега се они повлаче прокопаним рововима кроз шуму на резервни положај. Део пешадије, тридесетак полицајаца који су ишли кроз кукурузна поља на десном крилу, уклинио се у одбрану терориста која је била постављена у облику потковице. Заправо, полицајци су упали у заседу и системима радио везе је затражена помоћ.
Водник Ненад Вуковић са БРДМ-ом и једна Прага као мобилна ватрена подршка послати су у помоћ полицајцима у заседи. Изласком на пут нашли су се под дејством РБР-ова и тешког митраљеза Бровинг, од стране ОВК. Водник Вуковић прелази стотинак метара отварајући ватру из покрета, улази у кукурузно поље и БРДМ-ом, из митраљеза 14,5 mm, дејствује по заклонима терориста, омогућивши опкољеним полицајцима извлачење из обруча ка околним кућама. БРДМ-2 током изласка на асфалтни пут се заглављује, упавши задњим точковима у канал, док је Прага на око 100 метара иза тог возила. На возило су испаљене најмање две ракете из РБР Оса, које промашују возило али детонације у непосредној близини возило избацују на пут и тако га одглављују. Посада БРДМ-а отвара ватру а возило је погођено ракетом из РБР-а која се није активирала и нанела штету. Након тога БРДМ-2 маневрише и склања се у заклон између кућа.
Након тога сва возила се престројавају у борбену линију и туку положаје терориста свим средствима. После 20 минута престаје паљба и терористи, разбијени, почињу да беже дуж пруге према планини. Убрзо војници и полицајци улазе у ровове где је погинуло око 60 терориста који су сви били у униформама. Пронашли су и леш девојке у маскирној униформи, која је руковала Осом и неколико пута гађала БРДМ водника Вуковића. Након тога српске снаге су током ноћи утврдиле линију, поставиле осматрачницу и стражу. Ухапшен је и један терориста који је залутао током борби.